# 5 tháng 10
Ngày 5 tháng 10 là ngày thứ 278 (279 trong năm nhuận) trong lịch Gregory. Còn 87 ngày trong năm.

## Sự kiện
- 1426 – Trận Tốt Động – Chúc Động, trận đánh giữa nghĩa quân Lam Sơn với quân Đại Minh đóng ở Đông Quan (thủ đô Hà Nội ngày nay)
- 1556 – Trận Panipat lần thứ hai, trận đánh giữa quân của nhà Sur và đế quốc Mogul do vua Akbar chỉ huy.
- 1847 – Hoàng tử Hồng Nhậm lên ngôi hoàng đế kế vị vua cha Thiệu Trị, tức vua Tự Đức.
- 1959 – Trung đoàn Tăng 202, trung đoàn tăng thiết giáp đầu tiên của Quân đội Nhân dân Việt Nam được thành lập.
- 1969 – Phần 1 của chương trình truyền hình hài hước Monty Python's Flying Circus được trình chiếu lần đầu tiên trên BBC.

## Sinh
- 1703 – Jonathan Edwards, nhà thần học và nhà thuyết giáo người Mỹ (m. 1758)
- 1713 – Denis Diderot, nhà văn và nhà triết học người Pháp (m. 1784)
- 1795 – Nguyễn Phúc Đài, tước phong Kiến An vương, hoàng tử con vua Gia Long (m. 1849).
- 1828 – Nguyễn Phúc Miên Kháp, tước phong Tuy An Quận công, hoàng tử con vua Minh Mạng (m. 1893)
- 1829 - Chester Alan Arthur (m. 1886), Tổng thống thứ 21 của Hoa Kỳ.
- 1831 – Otto von Derenthal, tướng lĩnh quân đội Đức (m. 1910)
- 1921 – 
  - Phạm Duy, nhạc sĩ, ca sĩ, nhà nghiên cứu nhạc của Việt Nam.
  - Eduardo Alberto Duhalde Maldonado, cựu tổng thống Argentina.
- 1929 – Vũ Tú Nam, nhà văn Việt Nam
- 1930 – Anne Haddy, diễn viên Australia (m. 1999)
- 1961 – Vân Sơn, nghệ sĩ hài người Mỹ gốc Việt hoạt động ở hải ngoại.
- 1967 – Guy Pearce, dien viên Anh.
- 1976 – Song Seung-heon, diễn viên và người mẫu Hàn Quốc.
- 1978 – 
  - Tuấn Hưng, ca sĩ nhạc trẻ của Việt Nam.
  - Trương Di Ninh, nữ vận động viên bóng bàn Trung Quốc. Từng xếp hạng 1 thế giới theo bảng xếp hạng hiện tại của ITTF.
- 1987 – Park So Yeon, nữ ca sĩ, MC, diễn viên và người mẫu người Hàn Quốc
- 1989 - Midu, nữ diễn viên, giảng viên, người mẫu kiêm doanh nhân người Việt Nam
- 1990 - Võ Kiều Vân, nữ ca sĩ người Việt Nam
- 1991 – Tiêu Chiến, ca sĩ, diễn viên người Trung Quốc
- 1993 – Chanathip Songkrasin, cầu thủ bóng đá người Thái Lan
- 1994 – Park Ju-hyun, diễn viên người Hàn Quốc

## Mất
- 1285 – Philippe III, vua Pháp (s. 1245)
- 1433 – Lê Lợi, vua sáng lập nhà Hậu Lê, lãnh tụ khởi nghĩa chống quân Minh, anh hùng dân tộc Việt Nam.
- 1887 – Đinh Công Tráng, lãnh tụ khởi nghĩa Ba Đình trong phong trào Cần vương chống Pháp ở cuối thế kỷ 19 tại Việt Nam (s. 1842).
- 1985 – Holbrook Working, giáo sư về kinh tế học và thống kê tại Viện Nghiên cứu Lương thực của Đại học Stanford.
- 2011 – Steve Jobs, cựu CEO của hãng Apple

## Những ngày lễ và kỷ niệm
- Việt Nam – Ngày truyền thống của Lực lượng Tăng – Thiết giáp Quân đội Nhân dân Việt Nam.
- Quốc tế – Ngày Nhà giáo thế giới.